# The Colourfield
The Colourfield var en brittisk musikgrupp bildad 1983. Sångaren Terry Hall hade precis lagt ned sin förra grupp Fun Boy Three när de stod på toppen av sin popularitet och bildade istället The Colourfield tillsammans med Toby Lyons och Karl Shale för att göra en fylligare och mer melodisk musik än Fun Boy Three.
Gruppen gav ut sin första singel "The Colour Field" i januari 1984 vilken blev en mindre framgång på brittiska singellistan. Året därpå fick de sin första hitlåt med "Thinking of You" som nådde 12:e plats på singellistan. Övriga singlar blev dock inga framgångar och debutalbumet Virgins and Philistines lyckades heller inte ge gruppen någon stor publik. Efter ett andra album, Deception (1987), upplöstes gruppen som då enbart bestod av Hall.

## Medlemmar
- Terry Hall – sång, gitarr (1984–1987)
- Toby Lyons – gitarr, orgel (1984–1987)
- Karl Shale – basgitarr (1984–1986)
- Gary Dwyer – trummor (1986)

## Diskografi
Album
- Virgins and Philistines (1985)
- Deception (1987)

Singlar
- "The Colour Field" (1984)
- "Take" (1984)
- "Thinking of You" (1985)
- "Castles In the Air" (1985)
- "Things Could Be Beautiful" (1986)
- "Running Away" (1987)
- "She" (1987)